# Я и Моника Велюр
«Я и Моника Велюр» (англ. Meet Monica Velour — американский независимый фильм, снятый в жанре драмеди. Автор сценария и режиссёр фильма Кит Берден (англ. Keith Bearden). Премьера фильма состоялась в 2010 году на кинофестивале Трайбека.

## Сюжет
17-летний Тоб Халберт (Дастин Ингрем) — тот, кого можно назвать нердом. Он живёт без родителей у ворчливого, но добродушного дедушки (Брайан Деннехи). У него нет друзей, а ещё он страстный фанат порнозвезды 70-х годов Моники Велюр (Ким Кэттролл). Он собирает всё, что с ней связано.
На окончание школы дедушка дарит Тобу старый автофургон. Когда-то он был основой семейного бизнеса по торговле хот-догами. Тоб выставляет его на продажу в Интернете. Он находит анонс выступления Моники Велюр в одном из заштатных стриптиз-клубов Индианы. По совпадению на фургон находится покупатель из тех же мест. Тоб Халберт отправляется в Индиану поглазеть на свой идеал и заодно продать автомобиль.
На выступлении Моники один из зрителей высмеивает «бабушку-стриптизёршу». Тоб вступается за неё и закономерно оказывается побитым. Монику выгоняют из клуба. Благодарная за поддержку во время выступления Моника Велюр забирает Тоба из машины скорой помощи. Зачарованный Том счастлив от самого факта общения с Моникой. Между тем Моника ворует у него из рюкзака деньги. Утром она выпроваживает «заступника». В этот момент появляется бывший муж порноактрисы. Он подозревает, что у Моники появился мужчина, и грозится, что «дочки ей не видать».
Продажа фургона затягивается, покупателю Клоду (Кит Девид) нужно время, чтобы снять деньги со счёта.
Тоб вновь приходит к дому порнозвезды и видит, как бывший муж пытается попасть в дом Моники. Незамеченный мужем, он делает несколько фото и узнаёт от соседки, что Моника регулярно ходит к школе, где учится её дочка. Тоби направляется туда.
Он вновь встречает увядшую звезду. Её только что не взяли на работу в какой-то косметической салон. «Ну вот. Стоит переспать с парой сотен мужиков, как весь мир тебя ненавидит», — жалуется Моника. Тоби помогает ей затариться галлонными ёмкостями со спиртным. Потягивая коктейль на скамейке в парке, она изливает Тоби душу, вспоминая былое. Тоби тоже рассказывает о себе. Доставив подвыпившую Монику домой (часть пути на магазинной тележке), он показывает свои альбомы с её фотографиями, наперечёт говоря обо всех фильмах, где она снималась. Моника находит Тоби странным молодым человеком, но принимает его помощь и неуклюжие ухаживания. Нынешняя Моника Велюр — это надломленная жизнью, стареющая женщина, которая, по собственному признанию, всегда была не прочь «дёрнуть косячок» или пропустить стакан виски, и к съёмкам в порно относившаяся гораздо спокойнее, чем её современники.
Тоб устраивает прогулку с пиротехникой и выпивкой в поле для Моники Велюр, спрашивает о её сокровенной мечте. Эта мечта проста — переехать в Орегон и забрать к себе дочку. В конце пирушки Моника занимается с юным поклонником сексом.
На следующий день Тоб, настроивший воздушных замков, привозит Монике дочь из школы. Он застаёт порноактрису за распитием пива в компании двух байкеров. Моника в ярости от того, что Тоб забрал её дочь и объясняет, что вчерашняя связь ничего не значила, и что из-за его поступка она может навсегда лишиться материнских прав, и что из-за безденежья опять намерена сняться в порнофильме. Она просит навсегда её покинуть и бросает фразу: «Ты даже не знаешь моего настоящего имени». Тоб уезжает, а Моника вынюхивает дорожку какого-то наркотика вместе с байкерами.
Фрустрированный Тоб осознаёт, какая возрастная и социальная пропасть лежит между ним и объектом почитания. Он вырывает страницы из альбома, посвящённого Монике, и пускает их по течению реки. Покупатель автофургона готов к сделке. Рассудительный и открытый Клод отдаёт деньги за автофургон, смятенный Тоб просит его совета, на что Клод говорит, что он по-жизни идёт с советом своего отца: «Приходи вовремя. Старайся как можешь. И надейся на лучшее». Воодушевлённый Тоб приходит на следующий день к Монике Велюр и предлагает ей все деньги, вырученные за автомобиль (5000$) и передаёт фотографии бывшего мужа, пытающегося проникнуть в её дом. Фотографии должны помочь в суде. Моника отказывается принять эти деньги.
Тоб Халберт проникает в дом, где должны начаться съёмки нового порно с участием Моники Велюр, и передаёт ей записку, что он вызвал сюда полицию. Моника под благовидным предлогом уходит. Прибывают копы, и по документам Тоба выходит, что в съёмках был задействован несовершеннолетний. Всех присутствующих арестовывают.
Полицейские привозят Тоба в дом Моники: он назвался её сыном. После прощального разговора Тоб уходит. Моника Велюр обнаруживает остатки альбома и пачку денег, Тоб незаметно их-таки оставил. В альбоме фотографии Моники с подписью «Тоб и Моника. Навек вместе», и газетная статья, в которой упоминается настоящее имя Моники Велюр. Тоб действительно знал о ней всё.
Тоб возвращается домой и начинает встречаться с девушкой, которая давно ему симпатизирует. Через некоторое время он получает открытку со словами благодарности. Моника прислала её из Орегона, куда она переехала вместе с дочкой.

## В ролях
| Актёр          | Роль                 |
| -------------- | -------------------- |
| Дастин Ингрем  | Тоб Халберт          |
| Ким Кэттролл   | Моника Велюр         |
| Брайан Деннехи | Дедушка              |
| Кит Дэвид      | Клод                 |
| Джемми Тисдейл | Молодая Моника       |
| Тони Кокс      | владелец стрип-клуба |